# Tino Kadewere
Philana Tinotenda Kadewere, plus couramment appelé Tino Kadewere, né le 5 janvier 1996 à Harare, est un footballeur international zimbabwéen. Il joue actuellement au poste d'attaquant à l'Aris Salonique.

## Biographie

### Jeunesse
Tino Kadewere bénéficie toute sa jeunesse du soutien de son père Onias et de ses trois frères, Prosper, Prince et Pardon, tous impliqués dans le football local au Zimbabwe. Son père dirige alors une académie où son jeune fils évolue dès l'âge de six ans. Alors qu'il n'a que quatorze ans, une ancienne gloire nationale, Moses Chunga (en), dit déjà de lui qu'il sera un des plus grands joueurs de son pays. Kadewere décroche ensuite une bourse d'études pour la Prince Edward School située à Harare avant de rejoindre le Harare City FC (en).

### En club

#### Débuts au Zimbabwe et en Suède (2015-2018)
Formé par le Harare City FC au Zimbabwe, Kadewere s'impose progressivement au sein de son équipe lors de la saison 2015 en reléguant des cadres sur le banc.
À l'été 2015, il décide de partir en Europe pour différents essais, tout d'abord avec la formation d'Allsvenskan de Djurgårdens avant de tenter sa chance avec le FC Sochaux-Montbéliard, équipe de Ligue 2 française tandis que le KV Ostende démontrait également un intérêt. Convaincu dès ses premiers pas à Stockholm, il est néanmoins encouragé par Magnus Andersson, directeur sportif de Djurgårdens, de tenter l'expérience dans le Doubs malgré une barrière de la langue redoutée par le jeune Kadewere,. Le 6 août 2015, alors qu'il est encensé par le directeur sportif local, il opte ainsi pour le club suédois qui évolue en première division et s'engage pour un prêt de courte durée jusqu'à la fin du mois d'octobre, avec une option d'achat,. En Suède, il retrouve son compatriote Nyasha Mushekwi, arrivé quelques mois plus tôt et qui est alors un des meilleurs buteurs du championnat avec onze réalisations. À l'issue de la saison 2015, l'option d'achat est levée et le club zimbabwéen reçoit 150 000 euros pour le transfert définitif de son jeune joueur vers la Scandinavie.
En Suède, il peine à obtenir un temps de jeu substantiel, faisant face à de nombreuses blessures mais l'encadrement technique de son équipe voit en lui un projet d'avenir et lui offre le temps pour se développer et devenir « le plus grand joueur de l’histoire du club ». Kadewere, malgré cinq rencontres en première division suédoise en 2015, passe la plupart de son temps avec l'équipe des moins de 21 ans du club et inscrit sept buts en autant de matchs à ce niveau, démontrant encore plus son potentiel. Il faut finalement attendre la saison 2018 pour le voir s'imposer en inscrivant huit buts en douze rencontres de championnat et quatre en quatre matchs de coupe dont il remporte l'édition 2017-2018, un premier trophée pour son équipe en treize ans.

#### Éclosion au Havre (2018-2020)
Malgré son historique de blessures, il est repéré par la cellule de recrutement du Havre AC et notamment Jérôme Fougeron, qui réussit à convaincre la direction normande de miser sur le jeune zimbabwéen alors que le Standard de Liège, le Real Salt Lake et des équipes de Bundesliga l'ont également dans le viseur,. Une nouvelle blessure tandis que les recruteurs du Havre le supervisent a pour conséquence de refroidir l'intérêt d'autres clubs, d'abaisser sa valeur marchande et la formation havraise entre ainsi dans le budget et se met donc dans une bonne position pour recruter le joueur. Finalement, le 27 juillet 2018, Le Havre recrute Kadewere pour la somme de deux millions d'euros avec un contrat de quatre ans.
Toujours en convalescence d'une blessure aux ligaments croisés contractée avant sa signature en France, il fait ses débuts avec Le Havre en rentrant en cours de partie contre le FC Sochaux-Montbéliard (victoire 3-2) qui ne l'avait pas convaincu trois ans plus tôt. Il conclut alors sa première saison avec sept buts en vingt-sept matchs, toutes compétitions confondues. La saison 2019-2020 commence de manière plus convaincante puisque l'attaquant zimbabwéen inscrit un doublé dès la première journée contre l'AC Ajaccio le 26 juillet 2019. Après huit matchs, son compteur s'établit déjà à dix buts et il est élu meilleur joueur de Ligue 2 en décembre 2019 avec un début de championnat durant lequel il joue dix-neuf matchs et est auteur de dix-sept buts et quatre passes décisives.
Le 22 janvier 2020, il rejoint l’Olympique lyonnais pour un montant de douze millions d'euros, auxquels il faut ajouter des bonus pouvant atteindre deux millions et un intéressement de 15 % sur une potentielle plus-value. La transaction est assortie d'un prêt au Havre AC jusqu'à la fin de la saison 2019-2020 tandis que Djurgårdens récupère un pourcentage non dévoilé sur la vente,. À la suite de sa signature à Lyon, il s'inscrit deux fois à la marque en quatre rencontres avant que la saison ne soit interrompue puis définitivement arrêté en mars en raison de la pandémie de Covid-19. Il est néanmoins désigné comme meilleur buteur de Ligue 2 avec vingt réalisations en vingt-quatre rencontres.

#### Un nouveau statut fragile à Lyon (2020-2022)
Le 10 juin 2020, Tino Kadewere intègre officiellement l'effectif de l'Olympique lyonnais et touche alors un salaire de 90 000 euros mensuels, bien en dessous de la moyenne du vestiaire du club rhodanien mais déjà trois fois supérieur à ses précédents émoluments. Quelques jours après son arrivée, le 1er juillet 2020, il participe à son premier match amical lors du stage de préparation de l'Olympique lyonnais contre l'US Port Valais et inscrit un quadruplé lors de la victoire sur le score de 12-0 de son équipe. C'est le 11 septembre suivant qu'il prend part à sa première rencontre officielle avec la formation rhodanienne à l'occasion d'un déplacement chez les Girondins de Bordeaux qui se solde par résultat nul et vierge (0-0).
Le 8 novembre 2020, il marque son premier doublé en Ligue 1 lors du derby contre Saint-Étienne puis participe à la victoire 3-0 de son équipe face au Stade de Reims où évolue son compatriote et ami Marshall Munetsi,. À l'issue de la dix-septième journée de championnat, l'Olympique lyonnais est champion d'automne, en devançant le LOSC Lille et le Paris Saint-Germain. De son côté, Kadewere, auteur de sept buts, fait partie d'un trio composé avec Memphis Depay et Karl Toko-Ekambi qui totalise 24 des 34 buts de Lyon à la trêve, constituant le troisième meilleur trio d'attaque dans les cinq grands championnats européens après celui du Bayern Munich (Robert Lewandowski-Thomas Müller-Serge Gnabry) et de Liverpool (Mohamed Salah-Roberto Firmino-Sadio Mané),. Faisant écho à sa performance du match aller, Kadewere inscrit un nouveau doublé contre Saint-Étienne le 24 janvier au cours d'une victoire 5-0 au stade Geoffroy-Guichard. La fin de sa première saison à Lyon est plus compliquée, Kadewere se déchirant une cuisse lors d'une rencontre face au RC Lens le 3 avril 2021, doit se tenir écarté des terrains plusieurs semaines, avant de sortir à la mi-temps d'un match contre le FC Lorient le 8 mai 2021 après une nouvelle gêne musculaire qui pousse à son opération mi-mai,. Son bilan est finalement de dix buts inscrits en trente-trois rencontres et une quatrième place en Ligue 1, échouant aux portes de la Ligue des champions mais se qualifiant pour la Ligue Europa, sa première campagne européenne.
Sa saison 2021-2022 commence le 15 août 2021 à l'occasion d'un déplacement dans le Maine-et-Loire face au Angers SCO lorsqu'il rentre à la fin d'une rencontre qui se solde par une défaite lyonnaise par la marque de 3-0. De nouveau remplaçant face au Clermont Foot 63 la semaine suivante, il joue de nouveau quelques minutes avant de partir en sélection avec le Zimbabwe. Avec celle-ci, il contracte une blessure au quadriceps en affrontant l'Afrique du Sud, et doit déclarer forfait pour les prochaines semaines avec le club rhodanien. Il fait son retour au jeu le 30 septembre 2021 à l'occasion de sa première rencontre en compétition européenne en affrontant le Brøndby IF en phase de groupes de la Ligue Europa, il remplace Maxence Caqueret à la 83e minute de jeu. Appelé de nouveau à représenter son pays lors de la trêve internationale du début du mois d'octobre 2021, il refuse la convocation et assure vouloir retrouver du rythme en vue des rencontres de fin d'année, avant de retrouver sa sélection nationale pour la Coupe d'Afrique des nations en janvier 2022. Néanmoins, pendant cette période, Kadewere est expulsé le 24 octobre 2021 face à l'OGC Nice et il se voit infliger une suspension de trois matchs par la commission de discipline de la ligue. Il revient dans un affrontement en Ligue Europa face au Brøndby IF un mois plus tard où il est titularisé.
De retour de la Coupe d'Afrique des nations 2021, il est peu utilisé par Peter Bosz qui ne le titularise qu'à deux reprises en 2022 (face au RC Lens le 19 février et au Stade de Reims le 20 mars). La concurrence dans le secteur offensif avec des joueurs comme Tetê, Moussa Dembélé, Romain Faivre, Karl Toko-Ekambi ou Rayan Cherki, ne permet pas à Kadewere d'avoir un temps de jeu significatif. Cette situation pousse l'attaquant sur le départ qui dispose alors d'une ouverture de la part de son président.

#### Un prêt pour s'affirmer à Majorque (2022-2023)
Présent à deux reprises sur le banc des remplaçants lyonnais en août 2022, Kadewere ne joue aucune minute lors du tout début de saison 2022-2023 de l'Olympique lyonnais. En manque de temps de jeu depuis plusieurs mois et peu en vue aux yeux de son entraîneur, il est prêté au RCD Majorque, équipe de Liga le 29 août 2022 dans le cadre d'un prêt payant avec option d'achat fixée à 8,5 millions d'euros et d'un intéressement de 20 % sur la plus-value d'un éventuel transfert du Zimbabwéen.
Peu après son arrivée, le joueur se blesse au quadriceps de la jambe droite en septembre,. Cependant, bien qu'une opération ait un temps été envisagé, il entame un retour à l'entraînement au cours du mois d'octobre 2022. C'est finalement le 12 novembre qu'il participe à sa première rencontre avec le RCD Majorque à l'occasion du premier tour de Coupe du Roi face au CD Autol au cours de laquelle il entre en jeu à la mi-temps avant d'inscrire le sixième et dernier but de son équipe à la 88e minute (victoire 0-6). Un mois plus tard, à l'issue de la pause liée à la Coupe du monde 2022, il joue de nouveau quelques minutes au deuxième tour de la Coupe du Roi en rentrant en fin de rencontre face au Real Unión (victoire 0-1).

#### Transfert au FC Nantes (2024)
Le 4 janvier, il est prêté avec option d'achat obligatoire en cas de maintien du FC Nantes en Ligue 1. L'option d'achat est gratuite mais avec 25 % d'intéressement sur un futur transfert pour l'OL. Le lendemain, il rentre en jeu en Coupe de France et s'offre un doublé, pour le jour de son anniversaire. Mi-mai, les Nantais assurant leur maintien, il est désormais lié au club jusqu'en juin 2026.

### En équipe nationale
Après être passé par plusieurs sélections de jeunes dans son pays natal, Tino Kadewere reçoit sa première convocation avec l'équipe du Zimbabwe lors de l'été 2015, pour les rencontres aller-retour des qualifications du CHAN 2016 contre les Comores. Les Zimbabwéens se qualifient (victoire 2-0 à l'aller, le 21 juin, puis match nul 0-0 au retour, le 4 juillet), et Kadewere entre en cours de jeu pendant ces deux rencontres. Le 26 décembre 2016, il connait sa première titularisation avec le Zimbabwe lors du match amical face à la Côte d'Ivoire (match nul 0-0). Régulièrement appelé en sélection depuis ses débuts de 2015, il participe à la campagne de qualification à la Coupe du monde 2022 mais il se blesse au quadriceps dès la première rencontre de la phase de groupes face à l'Afrique du Sud et doit alors manquer le prochain rendez-vous contre l'Éthiopie quelques jours plus tard,.

## Style de jeu
Depuis le début de sa carrière, Tino Kadewere joue en pointe de l'attaque. Cependant, depuis son arrivée à l'Olympique lyonnais, son nouvel entraîneur Rudi Garcia le repositionne sur l'aile droite en 4-3-3, profitant de sa vitesse et de sa percussion ou l'associe en pointe à Karl Toko-Ekambi en 4-4-2,.
Oswald Tanchot, qui l'a supervisé en Suède pour Le Havre AC, décrit le Zimbabwéen en ces termes : « J'avais vraiment été convaincu par son intelligence de jeu, sa qualité technique, sa motricité et sa capacité à s'adapter au football suédois. C'était un garçon très coordonné qui avait une excellente première touche de balle. Je le trouvais très complet. Il était capable de créer des décalages, d'être à la finition comme à la dernière passe. Il n'était pas formaté et avait surtout un côté félin ». Son ancien gardien Arnaud Balijon ajoute : « Je l'ai trouvé très perturbant face au but. Il est souvent bien placé et très actif dans la surface. Pour les défenseurs, c'est difficile car il va vite sur les premiers mètres. Il anticipe plus rapidement que tout le monde et ça lui donne un temps d'avance. Puis face au but, il dégaine très vite ». Son ancien coéquipier au Havre, Eric Junior Dina-Ebimbe, le caractérise avec ces mots : « C'est facile de créer des connexions avec lui sur le terrain. Il rend la tâche facile à ses partenaires. Je le verrais même jouer milieu de terrain car il est vraiment bon techniquement et a une excellente couverture de balle ».

## Vie personnelle
Très proche de sa famille, Tino Kadewere est le fils de Onias Kadewere et Mavis. Ses trois frères, Prosper, Prince et Pardon, ont tous joué au football au Zimbabwe. Son père fonde l'académie de Highfield Football Academy à Harare jusqu'à sa mort en 2014. Tino Kadewere reprend alors les rênes de l'organisation depuis malgré l'éloignement.
Au cours de l'été 2020, alors qu'il s'apprête à disputer ses premières minutes avec l'Olympique lyonnais, Tino Kadewere perd son frère Prince, un éducateur reconnu au Zimbabwe et probablement décédé de la Covid-19, et rentre au pays pour les funérailles. Le départ brutal du frère de la nouvelle recrue est commémoré lors de la rencontre de Ligue des champions de l'UEFA contre Manchester City alors que les Lyonnais lui rendent hommage avec une tenue d'échauffement personnalisée.
En juin 2021, il devient un ambassadeur officiel de la ville de Harare, notamment en raison de son passage au club du Harare City FC en début de carrière. Cette annonce intervient quelques jours après son engagement pour un partenariat avec la compagnie britannique Senditoo afin qu'il devienne la figure de leurs activités promotionnelles au Zimbabwe.
Le joueur-étoile zimbabwéen a créé la Kadewere Foundation.

## Statistiques

### En club
Le tableau ci-dessous récapitule les statistiques de Tino Kadewere lors de sa carrière européenne en club :
| Saison                | Club                  | Championnat           | Championnat | Championnat | Championnat | Coupe(s) nationale(s) | Coupe(s) nationale(s) | Coupe(s) nationale(s) | Compétition(s) continentale(s) | Compétition(s) continentale(s) | Compétition(s) continentale(s) | Compétition(s) continentale(s) | Total | Total | Total |
| Saison                | Club                  | Division              | M.          | B.          | P.d.        | M.                    | B.                    | P.d.                  | Comp.                          | M.                             | B.                             | P.d.                           | M.    | B.    | P.d.  |
| 2015                  | Djurgårdens IF (prêt) | Allsvenskan           | 5           | 0           | 0           | 1                     | 1                     | 0                     | -                              | -                              | -                              | -                              | 6     | 1     | 0     |
| 2016                  | Djurgårdens IF        | Allsvenskan           | 21          | 3           | 4           | 4                     | 1                     | 0                     | -                              | -                              | -                              | -                              | 25    | 4     | 4     |
| 2017                  | Djurgårdens IF        | Allsvenskan           | 10          | 2           | 4           | 1                     | 0                     | 1                     | -                              | -                              | -                              | -                              | 11    | 2     | 5     |
| 2018                  | Djurgårdens IF        | Allsvenskan           | 12          | 8           | 2           | 7                     | 4                     | 2                     | -                              | -                              | -                              | -                              | 19    | 12    | 4     |
| Sous-total            | Sous-total            | Sous-total            | 48          | 13          | 10          | 13                    | 6                     | 3                     | -                              | -                              | -                              | -                              | 61    | 19    | 13    |
| 2018-2019             | Le Havre AC           | Ligue 2               | 23          | 5           | 4           | 3                     | 1                     | 1                     | -                              | -                              | -                              | -                              | 26    | 6     | 5     |
| 2019-2020             | Le Havre AC           | Ligue 2               | 24          | 20          | 4           | 0                     | 0                     | 0                     | -                              | -                              | -                              | -                              | 24    | 20    | 4     |
| Sous-total            | Sous-total            | Sous-total            | 47          | 25          | 8           | 3                     | 1                     | 1                     | -                              | -                              | -                              | -                              | 50    | 26    | 9     |
| 2020-2021             | Olympique lyonnais    | Ligue 1               | 33          | 10          | 3           | 0                     | 0                     | 0                     | -                              | -                              | -                              | -                              | 33    | 10    | 3     |
| 2021-2022             | Olympique lyonnais    | Ligue 1               | 15          | 1           | -           | -                     | -                     | -                     | C3                             | 5                              | 0                              | 0                              | 20    | 1     | 0     |
| 2023-2024             | Olympique lyonnais    | Ligue 1               | 11          | 0           | 0           | -                     | -                     | -                     | -                              | -                              | -                              | -                              | 11    | 0     | 0     |
| Sous-total            | Sous-total            | Sous-total            | 59          | 11          | 3           | 0                     | 0                     | 0                     | -                              | 5                              | 0                              | 0                              | 64    | 11    | 3     |
| 2022-2023             | RCD Majorque (prêt)   | Liga                  | 15          | 1           | 0           | 4                     | 1                     | 0                     | -                              | -                              | -                              | -                              | 19    | 2     | 0     |
| 2023-2024             | FC Nantes (prêt)      | Ligue 1               | 5           | 1           | 0           | 2                     | 2                     | 0                     | -                              | -                              | -                              | -                              | 7     | 3     | 0     |
| 2024-2025             | FC Nantes             | Ligue 1               | 8           | 1           | 0           | -                     | -                     | -                     | -                              | -                              | -                              | -                              | 8     | 1     | 0     |
| Sous-total            | Sous-total            | Sous-total            | 28          | 3           | 0           | 2                     | 2                     | 0                     | -                              | -                              | -                              | -                              | 30    | 5     | 0     |
| 2025-2026             | Aris Salonique        | Super League Elláda   | 0           | 0           | 0           | 0                     | 0                     | 0                     | C4                             | 0                              | 0                              | 0                              | 0     | 0     | 0     |
| Total sur la carrière | Total sur la carrière | Total sur la carrière | 182         | 52          | 21          | 22                    | 10                    | 4                     | -                              | 5                              | 0                              | 0                              | 209   | 62    | 25    |

### En sélection
| Saison                | Sélection             | Campagne              | Phases finales | Phases finales | Phases finales | Éliminatoires | Éliminatoires | Éliminatoires | Matchs amicaux | Matchs amicaux | Matchs amicaux | Total | Total | Total |
| Saison                | Sélection             | Campagne              | M              | B              | Pd             | M             | B             | Pd            | M              | B              | Pd             | M     | B     | Pd    |
| --------------------- | --------------------- | --------------------- | -------------- | -------------- | -------------- | ------------- | ------------- | ------------- | -------------- | -------------- | -------------- | ----- | ----- | ----- |
| 2015                  | Zimbabwe              | CHAN 2016             | -              | -              | -              | 2             | 0             | 0             | -              | -              | -              | 2     | 0     | 0     |
| 2016                  | Zimbabwe              | CHAN 2016             | -              | -              | -              | -             | -             | -             | 2              | 0              | 0              | 2     | 0     | 0     |
| 2017                  | Zimbabwe              | CAN 2017              | -              | -              | -              | -             | -             | -             | 1              | 0              | 0              | 5     | 3     | 3     |
| 2018                  | Zimbabwe              | Coupe COSAFA 2018     | 3              | 2              | 1              | -             | -             | -             | 1              | 0              | 0              | 4     | 2     | 1     |
| 2018                  | Zimbabwe              | CAN 2019              | -              | -              | -              | 1             | 0             | 0             | -              | -              | -              | 1     | 0     | 0     |
| 2019                  | Zimbabwe              | CAN 2019              | 1              | 0              | 0              | 1             | 0             | 0             | 1              | 0              | 0              | 3     | 0     | 0     |
| 2019                  | Zimbabwe              | Coupe COSAFA 2019     | 2              | 0              | 0              | -             | -             | -             | -              | -              | -              | 2     | 0     | 0     |
| 2020                  | Zimbabwe              | CAN 2021              | 3              | 0              | 0              | 2             | 1             | 0             | 0              | 0              | 0              | 2     | 1     | 0     |
| 2021                  | Zimbabwe              | CAN 2021              | -              | -              | -              | -             | -             | -             | -              | -              | -              | 0     | 0     | 0     |
| 2021                  | Zimbabwe              | Coupe du monde 2022   | -              | -              | -              | 1             | 0             | 0             | -              | -              | -              | 2     | 1     | 0     |
| 2022                  | Zimbabwe              | Coupe du monde 2022   | -              | -              | -              | -             | -             | -             | -              | -              | -              | 0     | 0     | 0     |
| Total sur la carrière | Total sur la carrière | Total sur la carrière | 9              | 2              | 1              | 7             | 1             | 0             | 5              | 0              | 0              | 21    | 3     | 1     |

### Buts internationaux
| Buts internationaux de Tino Kadewere | Buts internationaux de Tino Kadewere | Buts internationaux de Tino Kadewere          | Buts internationaux de Tino Kadewere | Buts internationaux de Tino Kadewere | Buts internationaux de Tino Kadewere | Buts internationaux de Tino Kadewere | Buts internationaux de Tino Kadewere | Buts internationaux de Tino Kadewere | Buts internationaux de Tino Kadewere |
| 0                                    | Date                                 | Lieu                                          | Compétition                          | Résultat                             | Adversaire                           | Détail                               | Détail                               | Sél.                                 |                                      |
| ------------------------------------ | ------------------------------------ | --------------------------------------------- | ------------------------------------ | ------------------------------------ | ------------------------------------ | ------------------------------------ | ------------------------------------ | ------------------------------------ | ------------------------------------ |
| 1er                                  | 9 juin 2018                          | Stade Peter-Mokaba, Polokwane, Afrique du Sud | Coupe COSAFA 2018                    | V 2-4 a. p.                          | Zambie                               | 4e                                   | 1-0                                  | 9e                                   |                                      |
| 2e                                   | 9 juin 2018                          | Stade Peter-Mokaba, Polokwane, Afrique du Sud | Coupe COSAFA 2018                    | V 2-4 a. p.                          | Zambie                               | 90+3e                                | 2-2                                  | 9e                                   |                                      |
| 3e                                   | 12 novembre 2020                     | Stade du 5-Juillet-1962, Alger, Algérie       | Éliminatoires de la CAN 2021         | D 3-1                                | Algérie                              | 79e                                  | 3-1                                  | 16e                                  |                                      |

## Palmarès
| Djurgårdens IF (1)                         | Zimbabwe (1)                        |
| ------------------------------------------ | ----------------------------------- |
| - Coupe de Suède : - Vainqueur : 2017-2018 | - Coupe COSAFA : - Vainqueur : 2018 |

### Distinctions personnelles
- Août 2019 : Trophée UNFP du joueur du mois[12]
- Décembre 2019 : Meilleur joueur de Ligue 2
- Meilleur buteur de la saison 2019-2020 de Ligue 2[16]